# Cehal
Cehal (in ungherese Oláhcsaholy) è un comune della Romania di 1 763 abitanti, ubicato nel distretto di Satu Mare, nella regione storica della Transilvania. 
Il comune è formato dall'unione di 3 villaggi: Cehal, Cehăluț, Orbău.
La sede amministrativa è ubicata nell'abitato di Cehăluţ.